# 歯科技工士国家試験
歯科技工士国家試験（しかぎこうしこっかしけん）とは、国家資格である歯科技工士の免許を取得するための、国家試験である。
歯科技工士法第12条に基づいて行われる。試験の実施に関する事務は、平成26年度までは各都道府県で行われていたが、平成27年度より、財団法人歯科医療研修振興財団が行う。

## 受験資格
- （1）文部科学大臣の指定した歯科技工士学校を卒業した者（その年の指定する日までに卒業する見込みの者を含む。）。
- （2）都道府県知事の指定した歯科技工士養成所を卒業した者（その年の指定する日までに卒業する見込みの者を含む。）。
- （3）歯科医師国家試験又は歯科医師国家試験予備試験を受けることができる者。
- （4）外国の歯科技工士学校若しくは歯科技工士養成所を卒業し、又は外国で歯科技工士の免許を受けた者で、厚生労働大臣が(1)、(2)又は(3)に掲げる者と同等以上の知識及び技能を有すると認めた者。

## 試験日・合格発表日
- 試験日
  - 例年2月上旬の日曜日
- 合格発表日
  - 例年3月下旬

## 試験地
- 北海道、宮城県、東京都、大阪府、福岡県

## 試験科目
学説試験
1. 歯の解剖学
2. 有床義歯技工学
3. 歯冠修復技工学
4. 矯正歯科技工学
5. 小児歯科技工学
6. 顎口腔機能学
7. 歯科理工学
8. 関係法規

実地試験
1. 歯科技工実技